# Lieja-Bastoña-Lieja
La Lieja-Bastoña-Lieja (en francés: Liège-Bastogne-Liège) es una carrera ciclista profesional belga que se disputa en Lieja y sus alrededores y como su propio nombre indica pasando por Bastoña, el último domingo del mes de abril.
Es una de las cinco pruebas clásicas conocidas como "monumentos del ciclismo", junto a la Milán-San Remo, el Tour de Flandes, la París-Roubaix y el Giro de Lombardía, siendo la más antigua de ellas. Su primera edición tuvo lugar en 1892 y por ello es conocida como La Doyenne ("La Decana"). Hubo algunas de sus primeras ediciones que no fueron para corredores profesionales.
Además forma parte de las Clásicas de las Ardenas, junto con la Amstel Gold Race y la Flecha Valona. Formó parte de la Copa del Mundo de Ciclismo durante todos los años en los que esta se disputó (1989-2004). Desde el 2009 se encuentra incluida en el UCI World Calendar y UCI WorldTour y desde el 2005 hasta el 2007 estuvo en el UCI ProTour.
El corredor que más veces se ha impuesto es el belga Eddy Merckx, con 5 victorias.
Está organizada por la Amaury Sport Organisation (organizadores del Tour de Francia) y desde 2017 la carrera cuenta con una versión femenina homónima llamada oficialmente Liège-Bastogne-Liège Femmes.

## Historia

### Recorrido
La carrera suele tener una longitud media de unos 260 km, atravesando las colinas de las Ardenas donde las cuestas y el tiempo impredecible hacen más dura esta clásica.
La prueba tiene durante todo su recorrido numerosas cotas o puertos, siendo una decena de ellos puntuables. Tradicionalmente, en los últimos 35 km, casi siempre han sido: La Redoute, Sprimmont (algunas ediciones no puntuable), Sart-Tilmar, Saint-Nicolas y Ans (no puntuable).
Sin embargo, Sart-Tilmar fue sustituida en 2008 por Roche aux Faucons con el objetivo de seleccionar más la carrera. Además, en 2010 antes de La Redoute y después de Rosier se incluyeron las cotas de Maquisard y Mont-Theux en sustitución de Vecquée, con el objetivo de quitar llano entre el mencionado Rosier (a unos 70 km de meta) y La Redoute (a unos 35 km de meta), cambio que apenas ha tenido incidencia en el desarrollo de la carrera. Debido a obras en la cota de Roche aux Faucons esta fue sustituida por la cota más tendida de Colonsner en 2013.

#### Cotas o puertos edición 2012
- Provincia de Luxemburgo

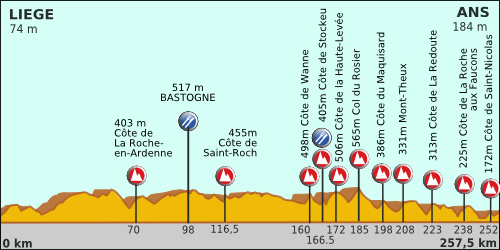
Recorrido de la Lieja-Bastoña-Lieja 2012.

  - Cota de Ny (km 57,5): Subida de 1,8 km a 6 %
  - Cota de La Roche-en-Ardenne (km 82,5): Subida de 2,9 km a 5,9 %
  - Cota de Saint-Roch (km 128,5): Subida de 1 km a 11,2 %

- Provincia de Lieja
  - Cota de Wanne (km 171): Subida de 2,2 km a 7,7 %
  - Cota de Stockeu (km 177,5): Subida de 1,1 km a 11,6 %
  - Cota de la Haute-Levée (km 183): Subida de 3,4 km a 6 %
  - Cota du Rosier (km 195,5): Subida de 3,9 km a 6,3 %
  - Cota de la Vecquée (km 208): Subida de 3,2 km a 6,2 %
  - Cota de La Redoute (km 225): Subida de 2,3 km a 7,4 %
  - Cota de Sprimont (km 232.5): Subida de 1,5 km a 5 %
  - Côte de la Roche-aux-faucons (km 246): Subida de 1,6 km a 10 %
  - Cota de Saint-Nicolás (km 252): Subida de 0,9 km a 11 %

## Lieja-Bastoña-Lieja sub-23
Desde 1986 se disputa también la Lieja-Bastoña-Lieja sub-23 (en francés y oficialmente: Liège-Bastogne-Liège Espoirs) que es una Lieja-Bastoña-Lieja limitada a corredores sub-23, disputándose una semana antes de su homónima sin limitación de edad. 
Sus primeras ediciones fueron amateur hasta la creación de los Circuitos Continentales UCI en 2005 cuando empezó a formar parte del UCI Europe Tour los dos primeros años en la categoría 1.2; después en la categoría creada en el 2007 también dentro de la última categoría del profesionalismo: 2.Ncup (Copa de las Naciones UCI); y finalmente en la categoría específica creada en 2007 para corredores sub-23, pero también dentro de la última categoría del profesionalismo: 1.2U.
Tiene unos 180 km en su trazado, unos 80 km menos que su homónima sin limitación de edad aunque con similares cotas.
A diferencia de su homónima sin limitación de edad, no está organizada por ASO (organizadora también del Tour de Francia entre otras).

## Palmarés
| Año                                                           | Ganador                         | Segundo                | Tercero                |
| ------------------------------------------------------------- | ------------------------------- | ---------------------- | ---------------------- |
| 1892                                                          | Léon Houa                       | Léon Lhoest            | Louis Rasquinet        |
| 1893                                                          | Léon Houa                       | Michel Borisowski      | Charles Collette       |
| 1894                                                          | Léon Houa                       | Louis Rasquinet        | René Nulens            |
| 1894-1907 ediciones no realizadas                             |                                 |                        |                        |
| 1908                                                          | André Trousselier               | Alphonse Lauwers       | Henri Dubois           |
| 1909                                                          | Victor Fastre                   | Eugène Charlier        | Paul Deman             |
| 1910 edición no realizada                                     |                                 |                        |                        |
| 1911                                                          | Joseph Van Daele                | Armand Lenoir          | Victor Kraenen         |
| 1912                                                          | Omer Verschoore                 | Jacques Coomans        | André Blaise           |
| 1913                                                          | Maurice Moritz                  | Alphonse Fonson        | Hubert Noël            |
| 1914-1918 ediciones suspendidas por la Primera Guerra Mundial |                                 |                        |                        |
| 1919                                                          | Léon Devos                      | Henri Hanlet           | Arthur Claerhout       |
| 1920                                                          | Léon Scieur                     | Lucien Buysse          | Jacques Coomans        |
| 1921                                                          | Louis Mottiat                   | Marcel Lacour          | Jean Rossius           |
| 1922                                                          | Louis Mottiat                   | Albert Jordens         | Laurent Seret          |
| 1923                                                          | René Vermandel                  | Jean Rossius           | Felix Sellier          |
| 1924                                                          | René Vermandel                  | Adelin Benoît          | Jules Matton           |
| 1925                                                          | George Ronsse                   | Gustaaf Van Slembrouck | Louis Eelen            |
| 1926                                                          | Dieudonné Smets                 | Joseph Siquet          | Alexis Macar           |
| 1927                                                          | Maurice Raes                    | Jean Hans              | Joseph Siquet          |
| 1928                                                          | Ernest Mottard                  | Maurice Raes           | Emile Van Belle        |
| 1929                                                          | Alphonse Schepers               | Gustave Hembroeckx     | Maurice Raes           |
| 1930                                                          | Hermann Buse                    | Georges Laloup         | François Gardier       |
| 1931                                                          | Alphonse Schepers               | Marcel Houyoux         | Jules Deschepper       |
| 1932                                                          | Marcel Houyoux                  | Léopold Roosemont      | Gérard Lambrechts      |
| 1933                                                          | François Gardier                | Roger Dewolf           | Albert Bolly           |
| 1934                                                          | Theo Herckenrath                | Mathieu Cardynaels     | Jef Moerenhout         |
| 1935                                                          | Alphonse Schepers               | Frans Bonduel          | Louis Hardiquest       |
| 1936                                                          | Albert Beckaert                 | Gilbert Levae          | Jan-Jozef Horemans     |
| 1937                                                          | Éloi Meulenberg                 | Gustaaf Deloor         | Julien Heernaert       |
| 1938                                                          | Alfons Deloor                   | Marcel Kint            | Félicien Vervaecke     |
| 1939                                                          | Albert Ritserveldt              | Cyriel Van Overberghe  | Edward Vissers         |
| 1940-1942 ediciones suspendidas por la Segunda Guerra Mundial |                                 |                        |                        |
| 1943                                                          | Richard Depoorter               | Joseph Didden          | Stan Ockers            |
| 1944 edición suspendida por la Segunda Guerra Mundial         |                                 |                        |                        |
| 1945                                                          | Jean Engels                     | Edward van Dijck       | Jef Moerenhout         |
| 1946                                                          | Prosper Depredomme              | Albert Hendrickx       | Triphon Verstraeten    |
| 1947                                                          | Richard Depoorter               | Raymond Impanis        | Florent Mathieu        |
| 1948                                                          | Maurice Mollin                  | Raymond Impanis        | Louis Caput            |
| 1949                                                          | Camille Danguillaume            | Adolf Verschueren      | Roger Gyselinck        |
| 1950                                                          | Prosper Depredomme              | Jean Bogaerts          | Edward van Dijck       |
| 1951                                                          | Ferdinand Kübler                | Germain Derycke        | Wout Wagtmans          |
| 1952                                                          | Ferdinand Kübler                | Henri Van Kerckhove    | Jean Robic             |
| 1953                                                          | Alois De Hertog                 | Maurice Diot           | Raoul Rémy             |
| 1954                                                          | Marcel Ernzer                   | Raymond Impanis        | Ferdinand Kübler       |
| 1955                                                          | Stan Ockers                     | Raymond Impanis        | Jean Brankart          |
| 1956                                                          | Fred de Bruyne                  | Richard Van Genechten  | Alex Close             |
| 1957                                                          | Germain Derycke Frans Schoubben |                        | Marcel Buys            |
| 1958                                                          | Fred de Bruyne                  | Jan Zagers             | Jos Theuns             |
| 1959                                                          | Fred de Bruyne                  | Frans Schoubben        | Frans De Mulder        |
| 1960                                                          | Albertus Geldermans             | Pierre Everaert        | Jef Planckaert         |
| 1961                                                          | Rik Van Looy                    | Marcel Rohrbach        | Armand Desmet          |
| 1962                                                          | Jef Planckaert                  | Rolf Wolfshohl         | Claude Colette         |
| 1963                                                          | Frans Melckenbeeck              | Pino Cerami            | Vittorio Adorni        |
| 1964                                                          | Willy Bocklandt                 | Georges Van Coningsloo | Vittorio Adorni        |
| 1965                                                          | Carmine Preziosi                | Vittorio Adorni        | Martin Van Den Bossche |
| 1966                                                          | Jacques Anquetil                | Victor Van Schil       | Willy In 't Ven        |
| 1967                                                          | Walter Godefroot                | Eddy Merckx            | Willy Monty            |
| 1968                                                          | Valère van Sweevelt             | Walter Godefroot       | Raymond Poulidor       |
| 1969                                                          | Eddy Merckx                     | Victor Van Schil       | Barry Hoban            |
| 1970                                                          | Roger de Vlaeminck              | Frans Verbeeck         | Eddy Merckx            |
| 1971                                                          | Eddy Merckx                     | Georges Pintens        | Frans Verbeeck         |
| 1972                                                          | Eddy Merckx                     | Wim Schepers           | Herman Van Springel    |
| 1973                                                          | Eddy Merckx                     | Frans Verbeeck         | Walter Godefroot       |
| 1974                                                          | Georges Pintens                 | Walter Planckaert      | declarado desierto     |
| 1975                                                          | Eddy Merckx                     | Bernard Thévenet       | Walter Godefroot       |
| 1976                                                          | Joseph Bruyère                  | Freddy Maertens        | Frans Verbeeck         |
| 1977                                                          | Bernard Hinault                 | Andre Dierickx         | Dietrich Thurau        |
| 1978                                                          | Joseph Bruyère                  | Dietrich Thurau        | Francesco Moser        |
| 1979                                                          | Dietrich Thurau                 | Bernard Hinault        | Daniel Willems         |
| 1980                                                          | Bernard Hinault                 | Hennie Kuiper          | Ronny Claes            |
| 1981                                                          | Josef Fuchs                     | Stephan Mutter         | declarado desierto     |
| 1982                                                          | Silvano Contini                 | Alfons De Wolf         | Stephan Mutter         |
| 1983                                                          | Steven Rooks                    | Giuseppe Saronni       | Pascal Jules           |
| 1984                                                          | Sean Kelly                      | Phil Anderson          | Greg LeMond            |
| 1985                                                          | Moreno Argentin                 | Claude Criquielion     | Stephen Roche          |
| 1986                                                          | Moreno Argentin                 | Adrie van der Poel     | Dag Erik Pedersen      |
| 1987                                                          | Moreno Argentin                 | Stephen Roche          | Claude Criquielion     |
| 1988                                                          | Adrie van der Poel              | Michel Dernies         | Robert Millar          |
| 1989                                                          | Sean Kelly                      | Fabrice Philipot       | Phil Anderson          |
| 1990                                                          | Eric van Lancker                | Jean-Claude Leclercq   | Steven Rooks           |
| 1991                                                          | Moreno Argentin                 | Claude Criquielion     | Rolf Sørensen          |
| 1992                                                          | Dirk De Wolf                    | Steven Rooks           | Jean-François Bernard  |
| 1993                                                          | Rolf Sørensen                   | Tony Rominger          | Maurizio Fondriest     |
| 1994                                                          | Yevgueni Berzin                 | Lance Armstrong        | Giorgio Furlan         |
| 1995                                                          | Mauro Gianetti                  | Gianni Bugno           | Michele Bartoli        |
| 1996                                                          | Pascal Richard                  | Lance Armstrong        | Mauro Gianetti         |
| 1997                                                          | Michele Bartoli                 | Laurent Jalabert       | Gabriele Colombo       |
| 1998                                                          | Michele Bartoli                 | Laurent Jalabert       | Rodolfo Massi          |
| 1999                                                          | Frank Vandenbroucke             | Michael Boogerd        | Maarten den Bakker     |
| 2000                                                          | Paolo Bettini                   | David Etxebarria       | Davide Rebellin        |
| 2001                                                          | Oscar Camenzind                 | Davide Rebellin        | David Etxebarria       |
| 2002                                                          | Paolo Bettini                   | Stefano Garzelli       | Ivan Basso             |
| 2003                                                          | Tyler Hamilton                  | Iban Mayo              | Michael Boogerd        |
| 2004                                                          | Davide Rebellin                 | Michael Boogerd        | Alekszandr Vinokurov   |
| 2005                                                          | Alekszandr Vinokurov            | Jens Voigt             | Michael Boogerd        |
| 2006                                                          | Alejandro Valverde              | Paolo Bettini          | Damiano Cunego         |
| 2007                                                          | Danilo Di Luca                  | Alejandro Valverde     | Fränk Schleck          |
| 2008                                                          | Alejandro Valverde              | Davide Rebellin        | Fränk Schleck          |
| 2009                                                          | Andy Schleck                    | Joaquim Rodríguez      | Davide Rebellin        |
| 2010                                                          | Alekszandr Vinokurov            | Aleksandr Kolobnev     | Philippe Gilbert       |
| 2011                                                          | Philippe Gilbert                | Fränk Schleck          | Andy Schleck           |
| 2012                                                          | Maxim Iglinskiy                 | Vincenzo Nibali        | Enrico Gasparotto      |
| 2013                                                          | Daniel Martin                   | Joaquim Rodríguez      | Alejandro Valverde     |
| 2014                                                          | Simon Gerrans                   | Alejandro Valverde     | Michał Kwiatkowski     |
| 2015                                                          | Alejandro Valverde              | Julian Alaphilippe     | Joaquim Rodríguez      |
| 2016                                                          | Wout Poels                      | Michael Albasini       | Rui Alberto Costa      |
| 2017                                                          | Alejandro Valverde              | Daniel Martin          | Michał Kwiatkowski     |
| 2018                                                          | Bob Jungels                     | Michael Woods          | Romain Bardet          |
| 2019                                                          | Jakob Fuglsang                  | Davide Formolo         | Maximilian Schachmann  |
| 2020                                                          | Primož Roglič                   | Marc Hirschi           | Tadej Pogačar          |
| 2021                                                          | Tadej Pogačar                   | Julian Alaphilippe     | David Gaudu            |
| 2022                                                          | Remco Evenepoel                 | Quinten Hermans        | Wout van Aert          |
| 2023                                                          | Remco Evenepoel                 | Thomas Pidcock         | Santiago Buitrago      |
| 2024                                                          | Tadej Pogačar                   | Romain Bardet          | Mathieu van der Poel   |
| 2025                                                          | Tadej Pogačar                   | Giulio Ciccone         | Ben Healy              |

Notas:

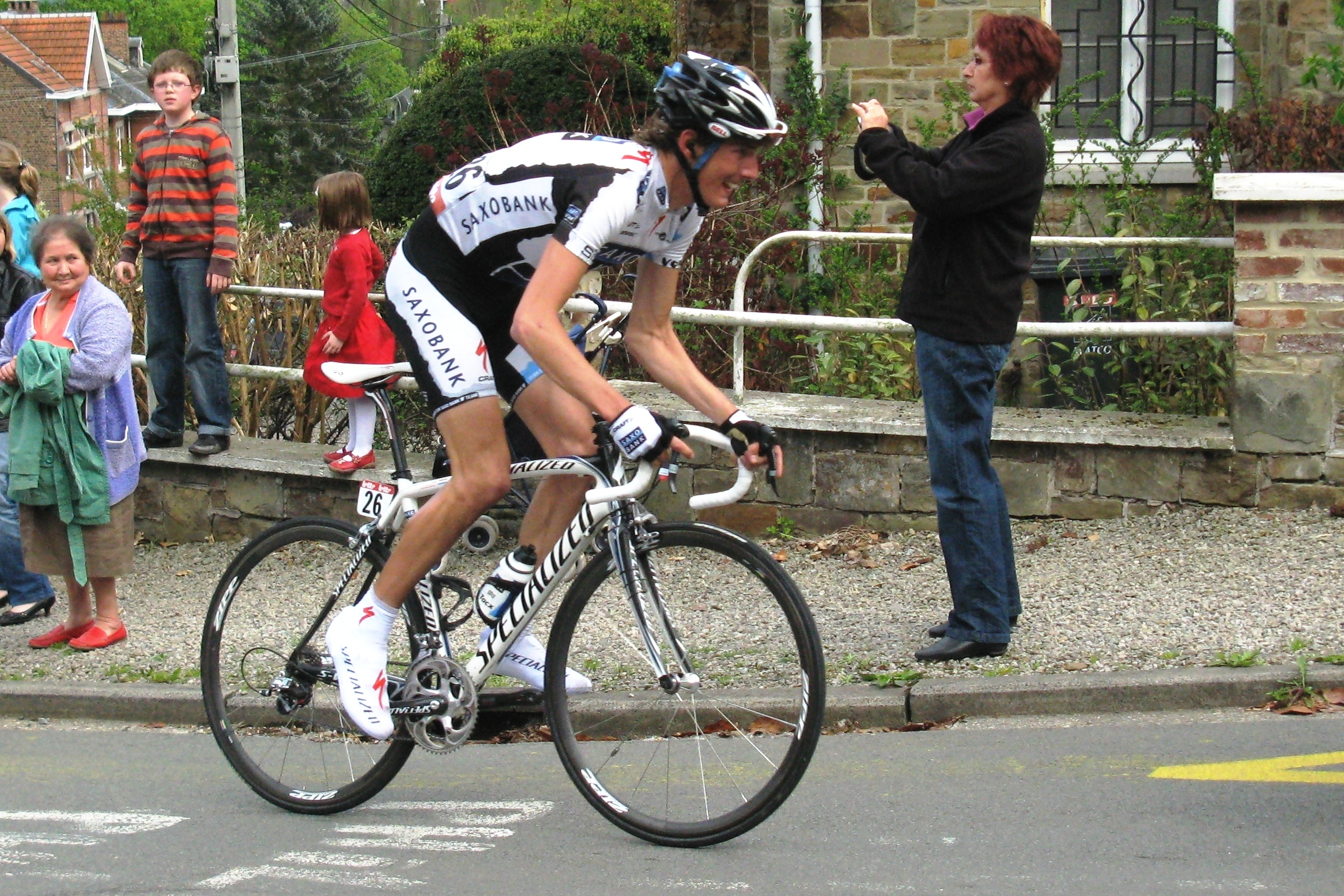
El luxemburgués Andy Schleck en la Cota de la Roche aux Faucons.

- Las ediciones 1892, 1893, 1911, 1913 y 1925 a 1929 fueron ediciones amateur.
- En la Lieja-Bastoña-Lieja 1957, se declaró un empate en el primer lugar entre Frans Schoubben y Germain Derijcke. Derijcke fue el primero en cruzar la línea, pero debido a que atravesó por un cruce ferroviario cerrado, el corredor en segundo lugar, Frans Schoubben, fue promovido también al primer lugar.
- En la Lieja-Bastoña-Lieja 1981, Johan van der Velde fue inicialmente primero, pero fue descalificado por motivos de dopaje.
- En la Lieja-Bastoña-Lieja 2005, Michael Boogerd inicialmente tercero, se le anularon los resultados obtenidos desde 2005 al 2007 por motivos de dopaje.[7]
- En la Lieja-Bastoña-Lieja 2010, Alejandro Valverde fue inicialmente tercero, pero fue descalificado por su implicación en la Operación Puerto (véase Caso Valverde)[8]

## Palmarés por países
| País           | Victorias | 2.º lugar | 3.er lugar | Total | Último vencedor            |
| -------------- | --------- | --------- | ---------- | ----- | -------------------------- |
| Bélgica        | 60        | 59        | 56         | 175   | Remco Evenepoel en 2023    |
| Italia         | 12        | 11        | 13         | 36    | Danilo Di Luca en 2007     |
| Suiza          | 6         | 4         | 3          | 13    | Oscar Camenzind en 2001    |
| Francia        | 5         | 12        | 9          | 26    | Bernard Hinault en 1980    |
| Países Bajos   | 4         | 6         | 5          | 15    | Wout Poels en 2016         |
| España         | 4         | 6         | 3          | 13    | Alejandro Valverde en 2017 |
| Eslovenia      | 4         | 0         | 1          | 5     | Tadej Pogačar en 2025      |
| Irlanda        | 3         | 2         | 2          | 7     | Daniel Martin en 2013      |
| Luxemburgo     | 3         | 1         | 3          | 7     | Bob Jungels en 2018        |
| Kazajistán     | 3         | 0         | 1          | 4     | Maxim Iglinskiy en 2012    |
| Alemania       | 2         | 3         | 2          | 7     | Dietrich Thurau en 1979    |
| Dinamarca      | 2         | 0         | 1          | 3     | Jakob Fuglsang en 2019     |
| Estados Unidos | 1         | 2         | 1          | 4     | Tyler Hamilton en 2003     |
| Australia      | 1         | 1         | 1          | 3     | Simon Gerrans en 2014      |
| Rusia          | 1         | 1         | 0          | 2     | Yevgeni Berzin en 1994     |
| Reino Unido    | 0         | 1         | 2          | 3     | -                          |
| Canadá         | 0         | 1         | 0          | 1     | -                          |
| Polonia        | 0         | 0         | 2          | 2     | -                          |
| Noruega        | 0         | 0         | 1          | 1     | -                          |
| Portugal       | 0         | 0         | 1          | 1     | -                          |
| Colombia       | 0         | 0         | 1          | 1     | -                          |
| Total          | 111       | 110       | 108        | 329   |                            |

En negrilla corredores activos.

Nota:
1. ↑  Michael Boogerd inicialmente tercero, se le anularon los resultados obtenidos desde 2005 al 2007 por motivos de dopaje.

## Estadísticas

### Más victorias
* Hasta la edición 2025
| Ciclista             | Victorias | Años                          |
| -------------------- | --------- | ----------------------------- |
| Eddy Merckx          | 5         | 1969, 1971, 1972, 1973 y 1975 |
| Moreno Argentin      | 4         | 1985, 1986, 1987 y 1991       |
| Alejandro Valverde   | 4         | 2006, 2008, 2015 y 2017       |
| Léon Houa            | 3         | 1892, 1893 y 1894             |
| Alphonse Schepers    | 3         | 1929, 1931 y 1935             |
| Fred De Bruyne       | 3         | 1956, 1958 y 1959             |
| Tadej Pogačar        | 3         | 2021, 2024 y 2025             |
| Louis Mottiat        | 2         | 1921 y 1922                   |
| René Vermandel       | 2         | 1923 y 1924                   |
| Richard Depoorter    | 2         | 1943 y 1947                   |
| Prosper Depredomme   | 2         | 1946 y 1950                   |
| Ferdi Kübler         | 2         | 1951 y 1952                   |
| Joseph Bruyère       | 2         | 1976 y 1978                   |
| Bernard Hinault      | 2         | 1977 y 1980                   |
| Sean Kelly           | 2         | 1984 y 1989                   |
| Michele Bartoli      | 2         | 1997 y 1998                   |
| Paolo Bettini        | 2         | 2000 y 2002                   |
| Alexandre Vinokourov | 2         | 2005 y 2010                   |
| Remco Evenepoel      | 2         | 2022 y 2023                   |

### Victorias consecutivas
- Tres victorias seguidas:
  -  Léon Houa (1892, 1893, 1894)
  -  Eddy Merckx (1971, 1972, 1973)
  -  Moreno Argentin (1985, 1986, 1987)
- Dos victorias seguidas:
  -  Louis Mottiat (1921, 1922)
  -  René Vermandel (1923, 1924)
  -  Ferdi Kübler (1951, 1952)
  -  Fred De Bruyne (1958, 1959)
  -  Michele Bartoli (1997, 1998)
  -  Remco Evenepoel (2022, 2023)
  -  Tadej Pogačar (2024, 2025)

En negrilla corredores activos.

### Más podios
Eddy Merckx, apodado el El Caníbal, y Alejandro Valverde son los ciclistas con más podios en la carrera.
* Hasta la edición 2025.
| Ciclista           | Victorias | 2.º lugar | 3.º lugar | Total |
| ------------------ | --------- | --------- | --------- | ----- |
| Eddy Merckx        | 5         | 1         | 1         | 7     |
| Alejandro Valverde | 4         | 2         | 1         | 7     |
| Davide Rebellin    | 1         | 2         | 2         | 5     |
| Moreno Argentin    | 4         | -         | -         | 4     |
| Tadej Pogačar      | 3         | -         | 1         | 4     |
| Walter Godefroot   | 1         | 1         | 2         | 4     |
| Raymond Impanis    | -         | 4         | -         | 4     |
| Frans Verbeeck     | -         | 2         | 2         | 4     |

### Otros datos
- La edición más corta se disputó en 1946: 205 km
- La edición más lenta tuvo lugar en 1892: 23,13 km/h  Léon Houa.
- La edición más rápida tuvo lugar en 2025: 41,983 km/h  Tadej Pogačar.
- Corredor más joven en ganar: Victor Fastre en 1909 (18 años y 362 días).
- Corredor de mayor edad en ganar: Alejandro Valverde en 2017 (36 años y 363 días).
- El récord de participaciones es de Philippe Gilbert. Tomó la salida 17 veces, logrando acabar la prueba en 15 de ellas.
- Vigentes campeones del mundo ganadores de la Lieja-Bastoña-Lieja: Ferdi Kübler (1952), Rik Van Looy (1961), Eddy Merckx (1972 y 1975), Moreno Argentin (1987), Remco Evenepoel (2023) y Tadej Pogačar (2025)